# Европейски път E15
Европейски път Е15 е европейски автомобилен маршрут от категория А, свързващ Инвърнес (Великобритания) на север и Алхесирас (Испания) на юг. Дължината на маршрута е 3610 km.

## Градове
Маршрутът на Е15 преминава през 3 европейски страни, и включва фериботна връзка от Дувър до Кале.
- Великобритания (1040 km): Инвърнес – Пърт – Единбург – Нюкасъл – Лондон – Фолкстън – Дувър – ферибот —
- Франция (1250 km): Кале – Париж – Лион – Оранж – Нарбон —
- Испания (1320 km): Херона – Барселона – Тарагона – Кастельон де ла Плана – Валенсия – Аликанте – Мурсия – Алмерия – Малага – Алхесирас.

Е15 е свързан с пътищата:
| - E16 - E18 - E20 - E22 - E13 - E30 | - E402 - E40 - E17 - E19 - E44 - E50 | - E05 - E54 - E60 - E21 - E601 - E62 | - E70 - E713 - E714 - E80 - E11 - E09 | - E90 - E901 - E902 - E25 |

## Галерия
- Е15 във Франция
- Е15 във Франция
- Е15 в Испания
- Тунел край Лондон
- Е15 край Аликанте
- Е15 край Малага